# ميركو هرجوفيتش
ميركو هرجوفيتش (بالبوسنوية: Mirko Hrgović)‏ لاعب كرة قدم سابق من البوسنة والهرسك في مركز الظهير الأيسر ، يعمل حاليًا كمدرب مساعد في فريق شيروكي برييغ .

## روابط خارجية
- ميركو هرجوفيتش على موقع الاتحاد الدولي (مؤرشف)  (الإنجليزية)
- ميركو هرجوفيتش على موقع الاتحاد الأوربي (الإنجليزية)
- ميركو هرجوفيتش على موقع رابطة كرة القدم اليابانية للمحترفين (اليابانية)
- ميركو هرجوفيتش على موقع قاعدة بيانات كرة القدم.إي يو (الإنجليزية)
- ميركو هرجوفيتش على موقع ناشيونال فوتبول تيمز (الإنجليزية)
- ميركو هرجوفيتش على موقع Soccerway.com (الإنجليزية)
- ميركو هرجوفيتش على موقع عالم كرة القدم.نت (الإنجليزية)